# Rožnovská brána
Rožnovská brána (též zvaná Stradonická, Linecká a Krumlovská) byla jednou z hlavních městských bran Českých Budějovic, která z jihu uzavírala současnou ulici Dr. Stejskala.

## Charakteristika a historie

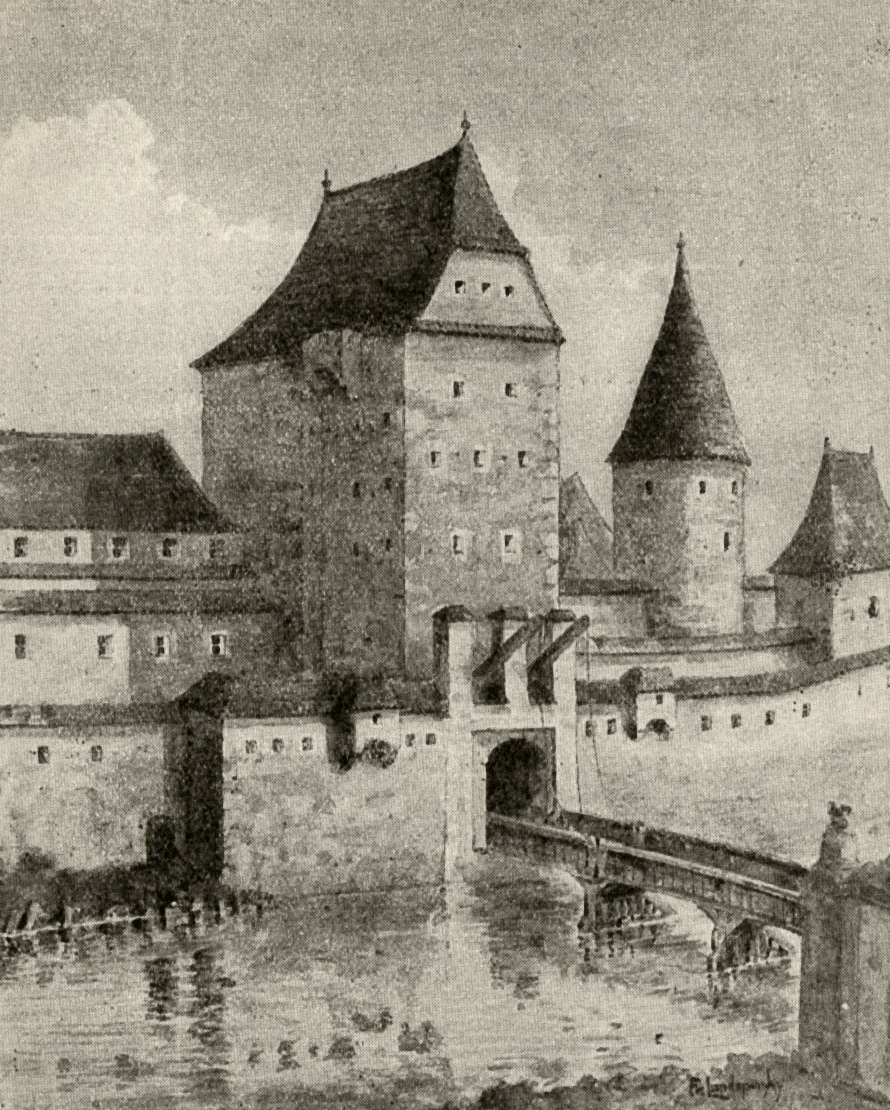
Rožnovská brána, rekonstrukce pozdně gotické podoby

Podoba původní brány, která vznikla pravděpodobně koncem 13. století, se nedochovala. Mohla mít čtvercový půdorys a průjezdné přízemí navazující na dřevěný most na Malši (Zlatý most). V listinách z let 1377 a 1382 je označována jako porta nebo valva Strodeniezensis. Ve 14. století (patrně 1393) došlo na první výraznější přestavbu. Prodloužením ve směru průjezdu se půdorys změnil na obdélníkový a brána byla doplněna věží, čímž získala podobu vysokého hranolu. V 15. a 16. století pokračovaly stavební úpravy, kdy došlo také k opevnění předbraní a mostu mohutným okrouhlým barbakánem (16. století). Vjezd byl možný pouze přes hráz Krumlovského rybníka a dále po mostě. Díky Willenbergově vedutě z roku 1602 je zachycena pozdně gotická verze brány, jejíž grafickou rekonstrukci připravil Franz Landspersky (1874–1945). V této době měla brána podobu vysokého hranolu o třech poschodích. Poslední doplňovaly arkýře a kryla vysoká polovalbová střecha. Všechna patra prosvětlovala pravoúhlá okna. Průjezd bylo možné uzavřít dřevěnými vraty a pravděpodobně i hřebenem, podle Schinka dvojitým. Další vlna rozsáhlých stavebních úprav musela nastat v 17.–18. století, neboť v době zániku již byla věž nižší a poslední patro odsazené podobně jako na Železné panně a uzavřeno nízkou valbovou střechou. Vnější průčelí věže bylo zdaleka viditelné a v horní části stavby zdobené malbami.

## Účel
Obrannou funkci věže podporovaly přilehlé bašty Bílá věž a Katovská věž. Dále brána spojovala město s dálkovými cestami vedoucími od zemských hranic. Po těch bylo město zásobováno zbožím, z něhož měla velký význam sůl. Při návštěvě v roce 1351 udělil městu Karel IV. výsadu, kdy všichni kupci putující do Čech z Rakouska přes Budějovice zde museli na tři dny vyložit zboží a nabídnout ho ke koupi. Zlatý most, jehož část přilehlá k bráně fungovala za její existence jako most padací, byl pojmenovaný právě v souvislosti s hodnotami, které touto cestou do města proudily. Kupcům putujícím do města byly před Rožnovskou branou k dispozici zájezdní hostince U Modré hvězdy a U Zlaté husy. Vzhledem k pevnosti stavby bylo patro věže využíváno jako městské vězení.

## Odstranění
O odstranění brány informoval českobudějovický magistrát Prahu dne 21. června 1844.